# 2032
2032 (MMXXXII) será un año bisiesto comenzado en jueves en el calendario gregoriano. Será también el número 2032 anno Dómini o de la designación de era cristiana, será el trigésimo segundo año del Siglo XXI y del III milenio. Será el segundo año de la cuarta década del Siglo XXI y el tercero del decenio de los Años 2030. Será designado como:
- El año de la Rata, según el horóscopo chino.

## En la ficción
- La película Demolition Man se encuentra ambientada en este año.

- Los sucesos de la serie de anime Bubblegum Crisis se desarrollan en este año.

- Los sucesos de la miniserie de anime japonés estadounidense Blade Runner: Black Lotus se desarrollan en este año.

## Acontecimientos

### Marzo
- 18 de marzo: centenario del Real Zaragoza

### Noviembre
- 13 de noviembre: Tránsito de Mercurio

### Diciembre
- 22 de diciembre: Los cálculos que utilizan el arco de observación de 37 días al 31 de enero de 2025 encuentran que 2024 YR4 tiene una probabilidad de 1 en 43 (2,3 %) de impactar la Tierra el 22 de diciembre de 2032 alrededor de las 14:02 UT. Según la declaración emitida por la Red Internacional de Advertencia de Asteroides (IAWN), el corredor de riesgo de impacto potencial se extiende a través del Océano Pacífico oriental, el norte de Sudamérica, el Océano Atlántico, África, el Mar arábigo y el sur de Asia. Esto significa que el impacto podría afectar regiones densamente pobladas como India, Pakistán, Bangladés, Nigeria, Sudán, Etiopía, Ecuador, Colombia y Venezuela.[1]

## Deportes
- En Brisbane se realizarán los XXV Juegos Olímpicos y los XIX Juegos Paralímpicos de Verano de ese año.